# Diecezja Santos
Diecezja Santos (łac. Dioecesis Santosensis) – diecezja Kościoła rzymskokatolickiego w Brazylii. Należy do metropolii São Paulo wchodzi w skład regionu kościelnego Sul 1. Została erygowana przez papieża Piusa XI bullą Ubi praesules w dniu 4 lipca 1924.